# Jan Peider Danz
Jan Peider Danz (* um 1575 in Zuoz; † 20. Juli 1620 in Teglio; auch Johann Peter Danz) war ein Schweizer reformierter Pfarrer, der 1620 während des Veltliner Mordes umgebracht wurde.

## Leben
Jan Peider Danz wurde um das Jahr 1575 in Zuoz, einer Gemeinde im Schweizer Kanton Graubünden, geboren. Er besuchte in den Jahren 1590 bis 1594 die Zürcher Lateinschule. Anschliessend studierte er an der Universität Basel Philosophie und Theologie. 1596 schloss er das Studium mit Erlangen des Bachelor-Grades ab. Ab 1597 war er Lehrer in seiner Heimatstadt. Im nächsten Jahr verlieh ihm die Universität Basel den Magister-Grad.
In Chur nahm man Danz 1600 in die evangelisch-rätische Synode auf. Damit verbunden durfte er in Celerina als Pfarrer dienen, doch schon im nächsten Jahr wechselte er nach Teglio ins Veltlin. Im Zuge der Bündner Wirren und während des Veltliner Mordes wurde Danz zusammen mit 61 Protestanten am 20. Juli 1620 in Teglio ermordet.